# Меморіал Дьордя Маркса
Меморіал Дьордя Маркса (угор. Marx György Emlékverseny) – шаховий турнір, який розігрується з 2003 року в угорському місті Пакші. Присвячений пам'яті Дьордя Маркса (1927-2002), професора фізики. Переможцем першого турніру став Борис Гельфанд, який в матчі зі швидких шахів переміг Юдіт Полгар з рахунком 6-2. Починаючи з 2004 року турнір проводиться за круговою системою за участю шести гросмейстерів. Серед переможців, зокрема, дворазовий віце-чемпіон світу Віктор Корчной. Крім головного турніру проводяться також побічні турніри, а також серед юніорів, жінок і за швейцарською системою.

## Переможці турнірів
| № | Рік  | Переможці                    | Результат |
| - | ---- | ---------------------------- | --------- |
| 1 | 2003 | Борис Гельфанд               |           |
| 2 | 2004 | Корчной Віктор Львович       | 7½        |
| 3 | 2005 | Золтан Алмаші                | 6½        |
| 4 | 2006 | Пентала Харікрішна           | 6½        |
| 5 | 2007 | Пентала Харікрішна, Петер Ач | 6         |
| 6 | 2008 | Максим Ваш'є-Лаграв          | 7         |
| 7 | 2009 | Золтан Алмаші                | 6½        |
| 8 | 2010 | Віктор Лазнічка              | 8         |
| 9 | 2011 | Радослав Войташек            | 8         |